# Andøyane
 (octobre 2020).
Andøyane est un archipel situé à l'extrémité nord du Liefdefjorden sur la côte nord du Spitzberg au Svalbard. 
L'archipel est constitué de deux îles principales et de petites îles et rochers situés au sud de l'île principale. La plus grande des îles s'appelle Store Andøya, avec un sommet à 23 m au-dessus du niveau de la mer, à l'ouest de celle-ci se trouve Vesle Andøya.
Les îles ont une surface totale d'environ 2 km2, et sont  plates. Au sud, se trouve l'archipel des Måkeøyane.